# Matilde Peralta del Amo
Matilde Peralta del Amo (Madrid, 1966) es una arquitecta española comprometida con el medio ambiente que apuesta por la restauración de edificios emblemáticos para dotarles de nuevos usos y vida. A esto une sus investigaciones sobre las posibilidades que ofrecen los tejidos como elementos de expresión y decoración. En 2019 recibió el Premio FAD de Arquitectura e Interiorismo, en este último apartado, por su trabajo de restauración de la Sala de Lectura de la Biblioteca y espacios circundantes del edificio del Banco de España en Madrid.

## Biografía
Matilde Peralta del Amo nació en Madrid en 1966. Aunque en un principio quiso estudiar cine, su padre, Paco Peralta González, destacado marionetista y Medalla de plata al mérito en las Bellas Artes en 1990, le propuso que hiciera Arquitectura, de lo que nunca se ha arrepentido. Cursó estudios de Arquitectura en la Escuela Técnica Superior de Arquitectura de Madrid, realizando después un máster de Arquitectura Bioclimática y Medio Ambiente.  
Antes de crear su propio estudio de Arquitectura en Madrid trabajó al lado de destacados profesionales del sector, como Víctor López Cotelo, o en el despacho Mansilla + Tuñón Arquitectos (M+T), donde permaneció durante 16 años y participó en proyectos como el Archivo Regional de la Comunidad de Madrid (2002), el Centro internacional de Convenciones de Madrid (2008) o el Museo de Colecciones Reales (2015).
La búsqueda de la sostenibilidad y funcionalidad de los edificios mediante la integración y disposición de materiales contemporáneos que mantengan viva su esencia arquitectónica es la base del trabajo de rehabilitación de Matilde Peralta. Con esta idea ha llevado a cabo proyectos como la transformación en teatro del antiguo mercado municipal de abastos de Navalmoral de la Mata (Cáceres) en  2011  o la restauración de la sala de lectura de la biblioteca del Banco de España, antiguo patio de operaciones de la entidad bancaria, y espacios circundantes de edificio, por la que en 2019 recibió el Premio FAD de Arquitectura e Interiorismo.
La valoración del jurado fue:

La sala que un día fue el núcleo del primer edificio del Banco de España —ahora con uso de biblioteca— recupera con esta intervención su esplendor original, aumentando si cabe su carácter referencial dentro del laberíntico complejo de edificios por medio de acertadas decisiones que refuerzan su luminosidad y transparencia. El equilibrio entre el lenguaje y materiales contemporáneos y la arquitectura original es consecuencia de la precisión en la integración de nuevos elementos funcionales, mecánicos y espaciales que intervenciones anteriores habían desvirtuado. El jurado valora la intensa implicación de su autora en una actitud que es la vez respetuosa y comprometida: estricta e inflexible en la preservación de sus valores arquitectónicos y radicalmente contemporánea en el lenguaje aplicado a las modificaciones necesarias para dar respuesta a su funcionalidad actual.

Además de su trabajo como arquitecta, Matilde Peralta ha ejercido como docente en la Escuela de Arquitectura de Toledo de la Universidad de Castilla-La Mancha y en la Escuela Superior de Diseño de Madrid.

### Los tejidos
Una de las pasiones de Matilde Peralta es el trabajo artístico con tejidos y tapices. En 2017 mostró en la exposición “De punto a punto – Labor de aguja”  sus investigaciones sobre la pintura y el bordado de telas junto a la antropóloga y especialista en educación medioambiental Carmela Peralta del Amo, en el espacio Pavilion de Madrid.

## Premios y reconocimientos
Premio FAD de Arquitectura e Interiorismo (2019) por la restauración de la sala de lectura de la biblioteca y espacios circundantes del edificio tradicional de Cibeles del Banco de España (Madrid).

## Obras destacadas
- Teatro de Navalmoral de la Mata (2011, Cáceres)
- Sala de Lectura de la Biblioteca del Banco de España (2018, Madrid)
- Archivo de la consejería de Economía, Empleo y Hacienda en el Colegio de San Fernando (2020, Madrid)